# Kurt Winter
Kurt Winter (Winnipeg, 2 aprile 1946 – Winnipeg, 14 dicembre 1997) è stato un chitarrista e compositore canadese noto principalmente per essere stato membro dei The Guess Who.

## Biografia
Winter nacque a Winnipeg, in Manitoba, dove frequentò il Daniel McIntyre Collegiate Institute. Dalla metà degli anni 1960 fu membro di diverse rock band locali di Winnipeg, collaborando in vari momenti con il bassista Bill Wallace e il batterista Vance Schmidt.
Quando il chitarrista Randy Bachman lasciò i Guess Who nel 1970, il leader della band Burton Cummings reclutò Winter come suo sostituto. Winter rimase con i The Guess Who per quattro anni e divenne uno dei principali compositori della band in tandem con Cummings. Dopo sei album in studio, Winter lasciò i The Guess Who per ragioni non rivelate nel 1974, e fu sostituito da Domenic Troiano.
Winter si ritirò dall'industria musicale e risiedette a Winnipeg per il resto della sua vita; fece però ritorno sul palcoscenico nel 1990, ma dopo due mesi il suo tour venne interrotto a causa di problemi di salute.
Rimessosi in forma nel 1993, partì per una nuova serie di concerti, e nel 1994 pubblicò il suo primo album solista, Rockin' from the Grave.
Morì nel 1997, a causa di un'insufficienza renale.

## Discografia

### Solista
- 1994 - Rockin' from the Grave
- 2002 - Sunplashin (postumo)

### Con i Guess Who
- 1971 - Share the Land
- 1972 - So Long, Bannatyne
- 1972 - Rockin'
- 1973 - Artificial Paradise
- 1973 - No. 10
- 1974 - Road Food